# Juan Bravo Murillo
Juan Bravo Murillo (Fregenal de la Sierra, 9 de junio de 1803-Madrid, 10 de enero de 1873) fue un político, jurista, teólogo y filósofo español de ideología liberal. Perteneció al Partido Moderado y ocupó diferentes cargos políticos durante el reinado de Isabel II.
Durante la Década moderada destaca su participación al frente de diferentes carteras ministeriales, como Justicia, Fomento o Hacienda; sobresaliendo sobre todos sus cargos políticos su etapa como presidente del Consejo de Ministros (1851-1852).
Tras la llegada del partido progresista al poder en 1854 con la revolución propiciada por el general O'Donnell, Bravo Murillo sería apartado de la primera línea de la política nacional, destacando solo su papel, durante los primeros años de gobierno de la Unión Liberal, como presidente del Congreso de los Diputados en 1858.

## Origen (1803-1815)

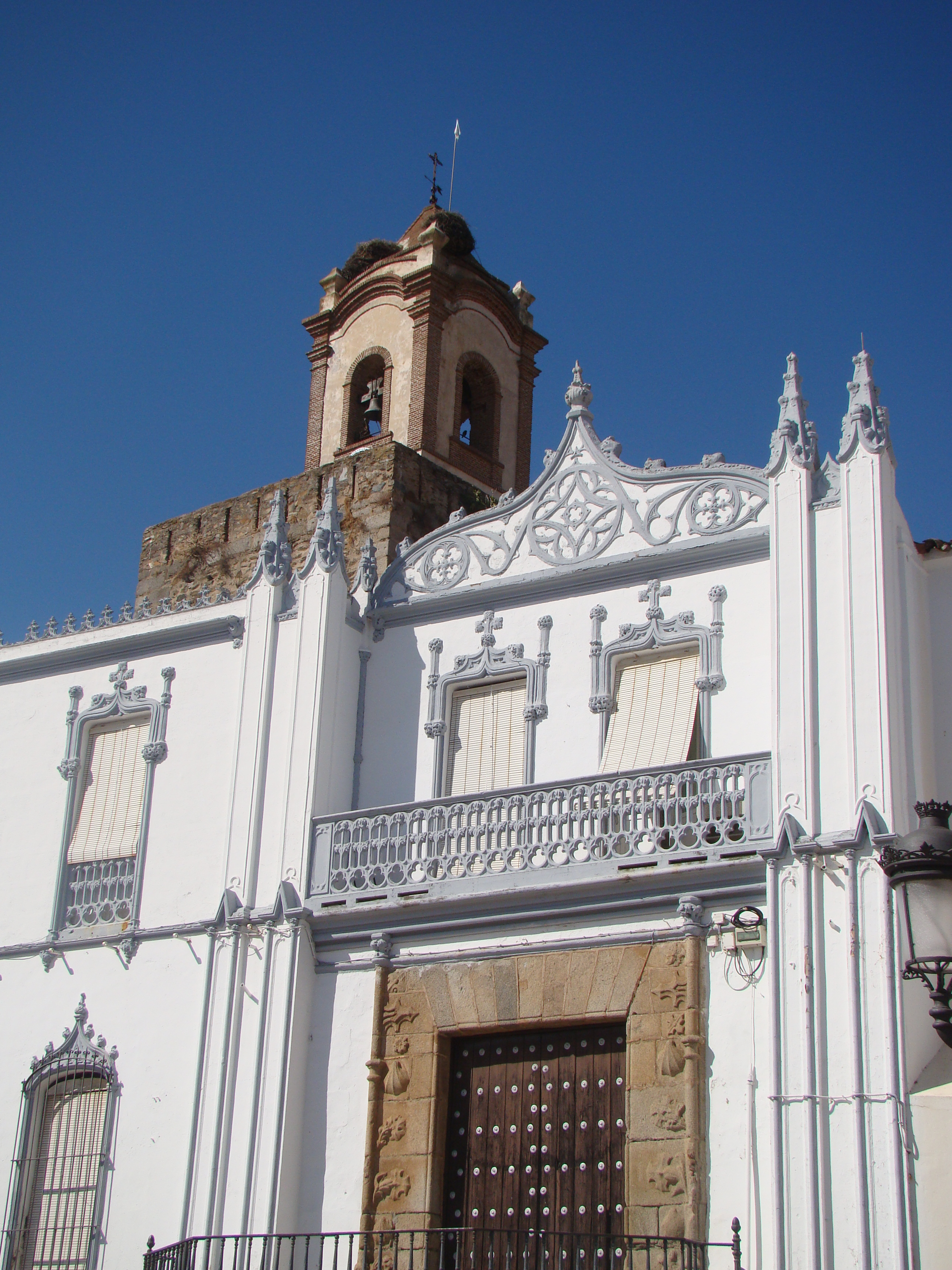
Fregenal de la Sierra, localidad donde nació Bravo Murillo el 9 de junio de 1803.

El 9 de junio de 1803 nacía en Fregenal de la Sierra —por entonces en Sevilla, actualmente provincia de Badajoz— Juan Bravo Murillo, hijo de Vicente Bravo Méndez y de María Manuela Murillo y Ortega, en un modesto hogar en la calle la Jara (actual calle Bravo Murillo). Un niño que, al ser bautizado al día siguiente en la parroquia de Santa Ana, recibiría el nombre de Juan Manuel José Primo Bravo Murillo Méndez. Cabe destacar que la casa de su nacimiento, donde hoy sobresalen varias placas de reconocimiento al insigne político por parte de su ciudad natal y del Cabildo Insular de Gran Canaria, no pertenecía a la familia de los Bravo, sino que era un edificio utilizado como escuela por el padre de Bravo Murillo, Vicente Bravo Méndez, donde se impartían lecciones de latín a los niños. Dicha escuela seguiría en uso hasta bien entrado el siglo XX. En la actualidad es sede de la Casa de la Cultura de Fregenal.

## Estudios (1815-1825)
Se inició en los estudios de filosofía, con tan solo doce años, en las dependencias educativas del Convento de San Francisco en Fregenal, un edificio muy cercano a su casa de nacimiento. Dos años más tarde se trasladaría a continuar sus estudios a Sevilla, ciudad de la que dependía políticamente Fregenal, donde acabaría sus estudios de filosofía en tan solo un año, ya que había cursado los dos primeros en su ciudad natal. En los cinco años que permaneció en la Universidad de Sevilla, que van desde octubre de 1815 a 1820, no solo terminaría sus estudios en filosofía, sino que cursaría también los estudios de teología y comenzaría con los estudios de derecho, que le llevarían posteriormente a trasladarse a Salamanca. Cuando llegó Bravo Murillo a la universidad hispalense, esta era considerada la segunda en importancia en España,[cita requerida] tanto por la selección de profesores como por número de alumnos. Si bien es cierto que las enseñanzas de materias más innovadoras habían quedado estancadas en aquella época.
Los constantes cambios políticos acontecidos durante la época, que se ponían especialmente de acento en tierras andaluzas, obligaron a Bravo Murillo a trasladarse en 1820, coincidiendo con el pronunciamiento del coronel Riego en las Cabezas de San Juan, a la Universidad de Salamanca, donde pondría punto final a sus estudios de Derecho y donde se licenció finalmente en 1825.

## Carrera profesional (1825-1836)
Al terminar sus estudios Bravo Murillo volvería a trasladarse a Sevilla, con la intención de impartir clases en la universidad hispalense, donde empezaría a dar lecciones de filosofía en octubre de 1825. Permaneció en su cátedra durante nueve años, hasta 1834, si bien es cierto que ya podía disfrutar por aquel entonces de su propio bufete de abogados en Sevilla, lo que obligaba a Bravo Murillo a derivar sus funciones, en ocasiones, en su hermano José Joaquín.
Este despacho traería mucha fama en Sevilla al joven abogado frexnense, donde en 1831 lograría una sonada victoria. Su reputación le llevaría a que, a la muerte de Fernando VII, fuera nombrado, en 1834, fiscal de la Audiencia Provincial de Cáceres, por el ministro de Gracia y Justicia, Nicolás María Garelly, que ejercía su cartera dentro del gabinete moderado de Martínez de la Rosa.
La Audiencia Provincial de Cáceres había sido creada durante el reinado de Carlos IV, e impartía justicia a toda la región extremeña, a la que había sido adscrita Fregenal de la Sierra, lugar de nacimiento de Bravo Murillo, tras la reforma territorial de 1833 por el gobierno de Francisco Cea Bermúdez, por la que Fregenal pasaba a formar parte de la provincia de Badajoz. Muy posiblemente esta sería una de las causas por las que el afamado abogado había aceptado el cargo, además de por tratarse de un cargo de alto puesto en la sociedad.
Permanecería en la audiencia cacereña hasta 1835, cuando por orden del ministro Álvaro Gómez Becerra, debía trasladarse a la Audiencia de Oviedo, lo que suponía un retraso en su carrera, pues la audiencia de Oviedo era considerada de menor rango que la de Cáceres. Ante esta situación el entonces fiscal decidió renunciar a su cargo y trasladarse a Madrid.
Una vez instalado en la capital de España, comenzaría a abrirse camino en su profesión como abogado, pese a no contar con la fama con la que se había hecho durante su estancia en Sevilla. De esta etapa cabe destacar su iniciativa, que apoyada por su amigo y compañero de profesión Joaquín Francisco Pacheco, llevaría a los dos próximos políticos de relevancia a fundar el Boletín de Jurisprudencia y Legislación en 1836, un periódico que buscaba ser, al mismo tiempo, de carácter teórico y práctico, insertando en él trabajos doctrinales sobre derecho en sus distintas ramas y, al mismo tiempo, la legislación y las resoluciones judiciales, cuyo conocimiento era tan necesario para los abogados.

## Inicios en la política (1836-1843)

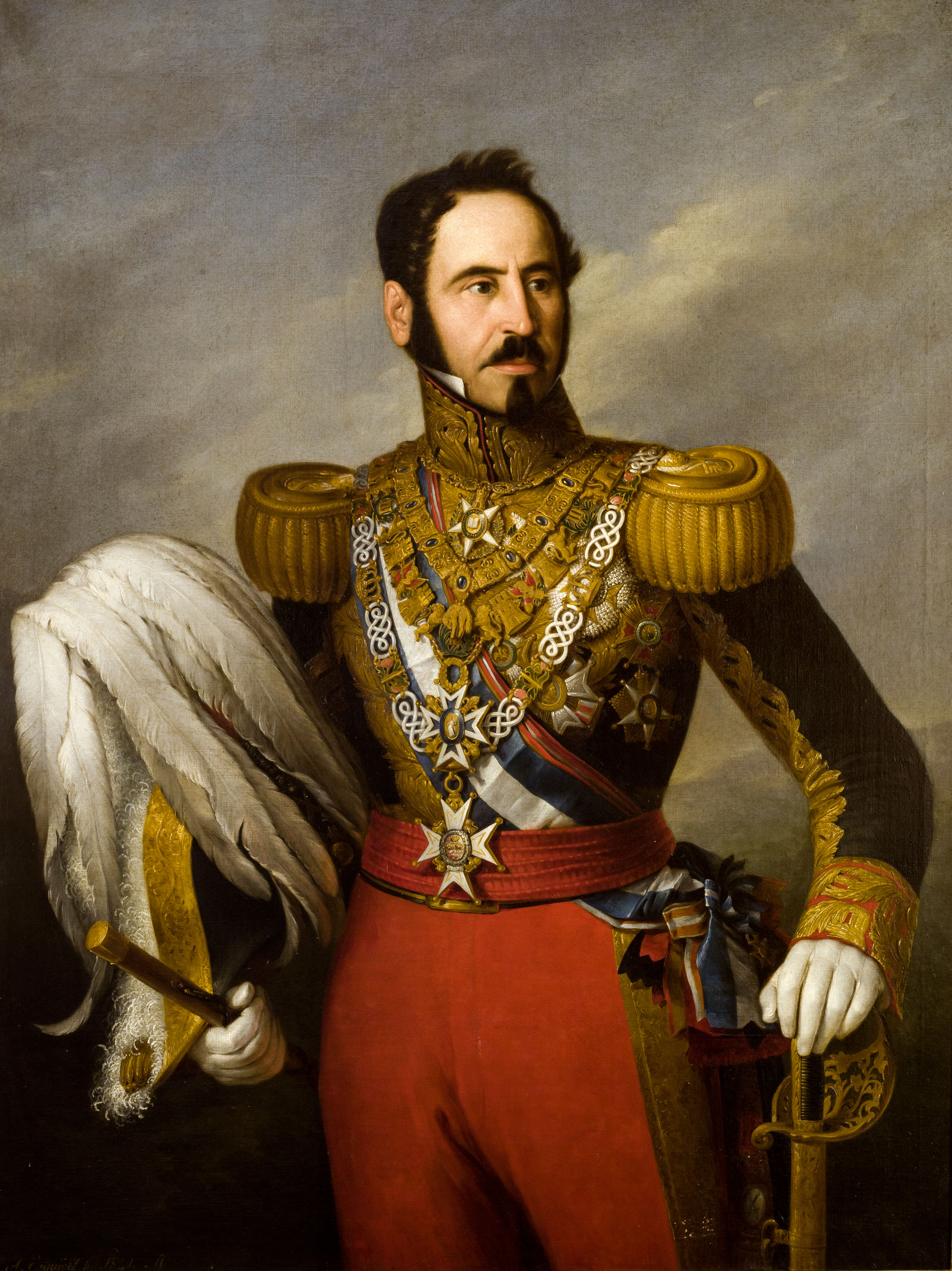
Baldomero Espartero expulsaría a la regente María Cristina de Borbón, haciéndose con el máximo poder nacional. Bravo Murillo abandonaría entonces momentáneamente la política.

Caído en el mes de mayo de 1836 el Gobierno presidido por Mendizábal, se crearía un gabinete encabezado por Francisco Javier Istúriz que, unido a Alcalá Galiano, pretendía dar la vuelta a las políticas progresistas del anterior gobierno, y pasar a realizar todo tipo de medidas de corte moderado. En este gobierno entró a formar parte como ministro de Gracia y Justicia el antiguo profesor de Bravo Murillo en la Universidad de Salamanca, Barrio Ayuso. El nuevo ministro quiso contar con la colaboración de su amigo y discípulo en el ministerio, ofreciéndole un cargo de oficial que no dudó en aceptar.
Istúriz, buscando la mayoría en el Congreso de los Diputados, que por entonces caía del bando progresista, consiguió que la regente María Cristina de Borbón firmase un decreto de disolución de las Cortes, convocándose nuevas elecciones en 1837, en las que Bravo Murillo se presentaría como candidato del Partido Moderado por Sevilla. Pese a ser elegido como diputado no llegaría a ocupar su escaño, ya que el ejército protagonizaría un motín en La Granja que obligó a la regente María Cristina a destituir el gabinete de Istúriz y a poner en vigor de nuevo la Constitución de Cádiz.
Por otra parte se crearía un nuevo Gobierno, presidido por el doceañista José María Calatrava y que convocaría Cortes Constituyentes con la intención de realizar una renovación de la Constitución de 1812. De todo este proceso nacería la nueva Constitución de 1837, que trajo consigo un nuevo sistema político que se perpetuaría hasta 1844. De este proceso constitucional preferiría apartarse Bravo Murillo, que volvió a dedicarse a su carrera de abogado, aunque este periodo sería de corto espacio.
Las Cortes volvieron a reunirse en noviembre de 1837, donde Bravo Murillo ocupó su escaño por Sevilla. Pocas serían sus intervenciones como procurador y estas, más que a problemas de política en general, se referían a aspectos técnicos y especialmente jurídicos. Del gabinete en el Gobierno, presidido por el conde de Ofalia, podría haber formado Bravo Murillo, pero las circunstancias le llevaron a no aceptar el cargo, ya que habría ocupado alguna de las carteras ministeriales que habían sido abandonadas ante las presiones del general Baldomero Espartero, que hacía y deshacía a su antojo apoyado en sus victorias contra los carlistas.
De nuevo sería ofrecido un cargo ministerial a Bravo Murillo, esta ocasión por parte del duque de Frías a su llegada al poder en 1838, un puesto que volvería a rechazar, ya que se encontraba ante la misma situación, donde el general Espartero seguía dominando la situación política. La hostilidad de Espartero hacia el duque de Frías propiciaría la destitución del Gobierno antes de que acabase el año.
Otro nuevo Gobierno fue designado, de acuerdo con los intereses de Espartero y esta vez presidido por Evaristo Pérez de Castro, que no ocupaba la posición de más poder, ya que casi todo el peso del gobierno caía sobre el ministro de Guerra, de total confianza para Espartero, el general Alaix. De este periodo destaca la intervención de Bravo Murillo ante las Cortes por los disturbios que tuvieron lugar en Sevilla en enero de 1839. Ese mismo año se pondría fin a la Primera Guerra Carlista.
Ya en 1840, y con el propósito de favorecer el poder de los progresistas y sobre todo el del general Baldomero Espartero, se convocaron elecciones, donde Bravo Murillo volvió a ser elegido como diputado, esta vez desde la provincia de Ávila, en las filas del Partido Moderado, que conseguiría afianzarse en las Cortes, inauguradas por la regente María Cristina en febrero del mismo año. Fue durante este periodo cuando Bravo Murillo pronunció sus primeros discursos en relación con la hacienda en España, que tan famoso lo harían posteriormente.
Finalmente al llegar octubre de 1840 conseguiría al fin llegar a la regencia Baldomero Espartero, que había conseguido expulsar a la regente María Cristina y hacerse con el máximo poder en España. En esta situación Bravo Murillo se apartaría de nuevo de la lucha política, como había hecho en 1837, para dedicarse de forma exclusiva a ejercer la abogacía. En estos años de exclusiva dedicación a su profesión, Bravo Murillo comenzaría a estrechar lazos con los personajes más relevantes de la aristocracia madrileña, que le confiaban sus pleitos.

## En el gobierno (1843-1854)

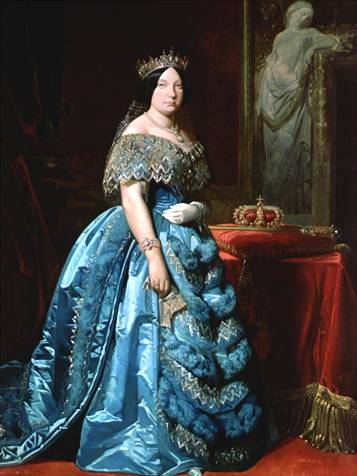
Isabel II, por Federico Madrazo. 1850. Durante su reinado gobernó Bravo Murillo y se realizó el canal que lleva el nombre de la reina.

En el mes de julio de 1843 se cumplió el pronóstico de la reina María Cristina cuando al salir de España después de renunciar a la Regencia anunció que la caída del general Espartero sería rápida. En aquel caluroso estío, en que las pasiones políticas alcanzaron también máxima temperatura, se embarcaba también el duque de la Victoria para el destierro, zafándose de sus perseguidores. Había conseguido el regente unir a moderados, liderados por Narváez, y progresistas, dirigidos por Salustiano Olózaga y Joaquín María López. No participaría Bravo Murillo de la insurrección que llevó a Baldomero Espartero a abandonar España; pero no se mostraría sino satisfecho con la noticia de la salida del regente de su cargo.
Ante esta situación de desgobierno las Cortes, convocadas para el 15 de octubre, acordarían anticipar la mayoría de edad de la reina Isabel, que por aquel entonces solo contaba con trece años de edad. De esta forma no sería necesario elegir un nuevo regente. Aunque ahora el problema se situaba sobre quien conseguiría reunir los apoyos suficientes y la confianza de la reina para crear un gobierno.
Llegadas las elecciones, Bravo Murillo presentó su candidatura, esta vez por la provincia de Badajoz, a la que pertenecía Fregenal de la Sierra, consiguiendo de nuevo su escaño. El día 15 de octubre de 1843 se celebró la apertura de las nuevas Cortes en el salón del Teatro de Oriente, ya que el convento del Espíritu Santo aún se estaba demoliendo con la intención de crear el nuevo palacio del Congreso de los Diputados. Había conseguido el Partido Moderado en esa sesión, no solo que la reina fuera capacitada como mayor de edad, sino también la mayoría de los escaños. Todos los moderados tenían como guía al nuevo árbitro de la política nacional, al capitán general Ramón María Narváez. Y es que el 10 de noviembre, cuando la reina Isabel II habría de jurar la Constitución ante las Cortes, el victorioso Narváez ocupaba uno de los puestos más preeminentes del acto.
Se encontraba el gobierno en manos del progresista Joaquín María López, que al encontrarse con unas Cortes de mayoría moderada, decidió abandonar el poder. De esta forma el nuevo gobierno sería formado por Salustiano Olózaga, también de ideología progresista, que intentaría conseguir de la reina un decreto de disolución de Cortes. Tras ser acusado de utilizar la fuerza contra la joven reina para conseguir su propósito fue destituido y huyó a Portugal. De toda esta situación nacería un nuevo Gobierno moderado, con Luis González Bravo como presidente, que se constituiría en mayo de 1844. En julio de ese mismo año serían convocadas por Real Decreto nuevas Cortes para el día 10 de octubre. En estas elecciones Bravo Murillo volvería a ser elegido diputado por Badajoz del Partido Moderado, que cosecharía una amplia mayoría en los escaños, no sin suscitar ningún tipo de sospechas. Del proceso electoralista tomaría partido muy activamente el político extremeño.

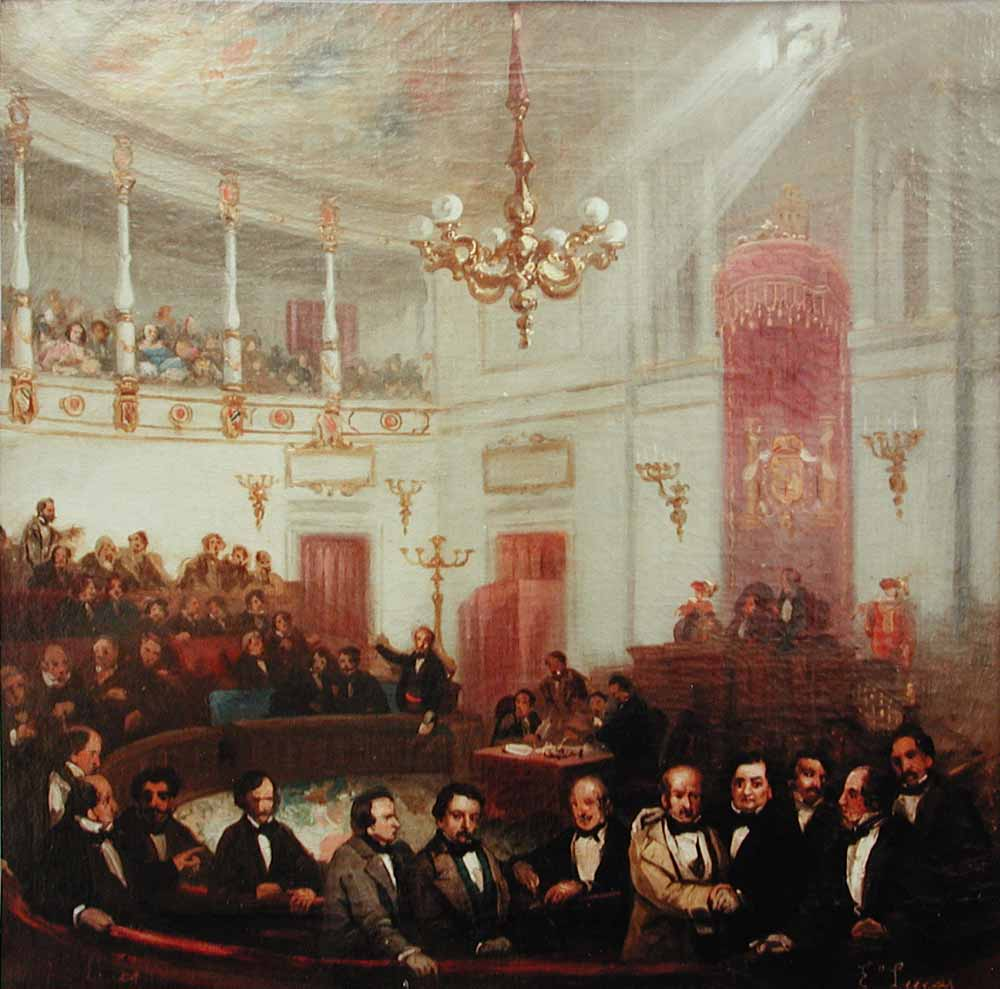
Escena parlamentaria, Eugenio Lucas Velázquez, 1854.

En estas nuevas Cortes recién elegidas se plantearía el debate sobre la renovación de la Constitución de 1837, donde no todos los moderados se aglutinaban en torno a una sola postura. Políticos tan influyentes como Pacheco, Pastor Díaz e Istúriz se oponían a la reforma, que sin embargo era defendida por Bravo Murillo. Finalmente solo se realizarían algunas reformas en el preámbulo y algunos artículos, naciendo la nueva Constitución de 1845, promulgada durante el gobierno de Narváez. Bravo Murillo tomó parte en los debates en torno a la nueva Constitución, defendiendo activamente la postura de que los senadores debían ser designados por la reina y con un cargo vitalicio, no como hasta ahora de forma electoral y de forma temporal. Se opondría a esta política su amigo y compañero de partido Donoso Cortés, que ocupaba un puesto en la comisión de redacción de la Constitución. Finalmente no se tendría en cuenta para esta constitución la idea de Bravo Murillo, que sin embargo si sería aceptada e impuesta a través de una ley en 1857. También intervendría el político frexnense sobre el artículo que imponía a la reina la opinión de las Cortes sobre su matrimonio, artículo que fue cambiado gracias a la intervención de Bravo Murillo apoyada en la de Pacheco.
Ya en 1847, durante el gobierno de Francisco Javier Istúriz, se realizaron unas nuevas elecciones. El mismo año anterior había contraído matrimonio la reina Isabel II. Estas nuevas elecciones se llevaron a cabo con la nueva Ley Electoral, que cambiaba el sistema de circunscripciones provinciales por el de distritos, lo que permitió a Bravo Murillo ser elegido diputado por el distrito de Fregenal de la Sierra, su ciudad natal.
Sería apoyada la candidatura de Bravo Murillo a presidente del Congreso de los Diputados por parte del gobierno de Istúriz, pero el desgaste de este gabinete motivó que perdiese la votación en favor de Castro Orozco. Viéndose sin apoyos Istúriz presentó su dimisión y la de todo su gabinete, lo que elevaría al poder a Carlos Martínez de Irujo, que eligió a Bravo Murillo como ministro de Gracia y Justicia.

### Ministro de Gracia y Justicia (1847)
Junto a Bravo Murillo, entraron a formar parte del Consejo de Ministros los políticos moderados Santillán, en Hacienda; Seijas Lozano, en Gobernación; Oliván, en Marina; Roca de Togores, en Fomento y el general Manuel Pavía y Lacy, que sería sustituido por el general Oráa, en el Ministerio de Guerra. Todos ellos liderados por Carlos Martínez de Irujo. El Gobierno era ampliamente aceptado por el arco parlamentario, pero desde la corte real provenían falsas acusaciones sobre las verdaderas intenciones de este gobierno, acusándolo de querer seguir con las mismas políticas del anterior Gobierno.
Todo esto supondría que la estancia del político frexnense en el gobierno solo se extendiera en el corto espacio de tiempo de tres meses. En este mandato Bravo Murillo defendió, desde su puesto de ministro, su posición y la de todo el gabinete, defendiendo la unidad de todo el sector conservador de la cámara, que por aquellas fechas estaba sufriendo un duro revés ante la desmembración de los moderados, que acabaría derivando en el posterior Partido Liberal. Uno de los hombres fuertes de esta escisión era el compañero de partido y amigo de Bravo Murillo Joaquín Francisco Pacheco, que presidiría el Consejo de Ministros tras la caída del gobierno encabezado por Martínez de Irujo.
El nuevo Gobierno presidido por Pacheco pretendía un acercamiento de líneas entre los moderados y los progresistas. Uno de los acontecimientos más relevantes de este gobierno, que solo se perpetuaría en el poder durante cinco meses, fue el levantamiento de la pena de destierro a Olózaga, pese a que este siguió viviendo fuera de España hasta su muerte.

### Ministro de Fomento (1847-1849)

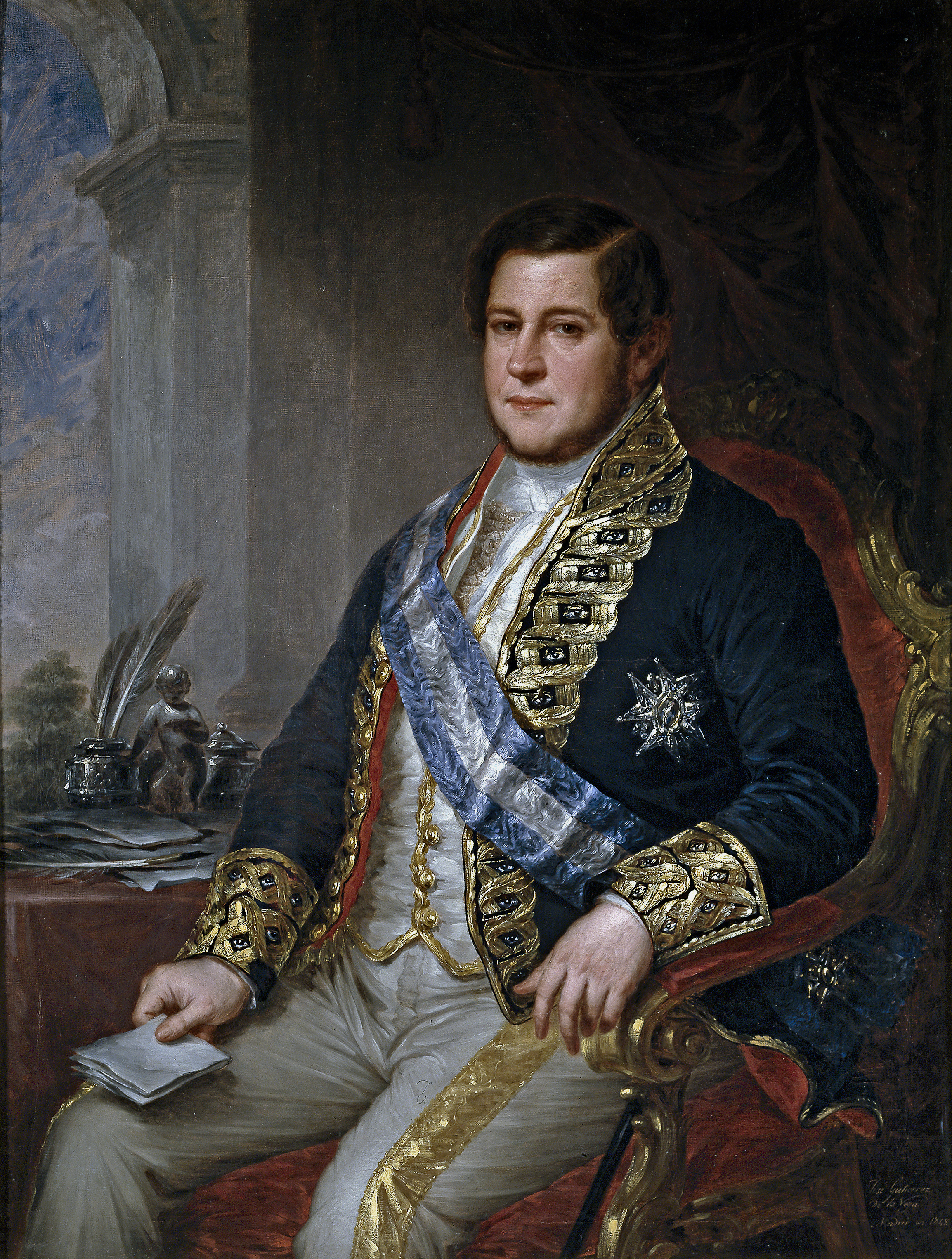
Bravo Murillo como ministro de Fomento, por Gutiérrez de la Vega, 1848 (Museo del Prado).

Buscando la estabilidad política en España, y tras dos gobiernos de muy corta duración, la reina Isabel II decidió constituir un gabinete presidido por Ramón María Narváez, que el 10 de noviembre de 1847 entregaría la cartera de Fomento a Bravo Murillo. El nombre oficial del ministerio en aquella época era Ministerio de Comercio, Instrucción y Obras Públicas, y en dicho puesto había colocado Narváez al general Ros de Olano, que dejaría este puesto en favor del político extremeño.
Se trataba de un ministerio de reciente creación, y cuando llegó Bravo Murillo al mismo aún no se habían asentado unas bases del mismo. Recayó entonces sobre él la obligación de establecer un patrón sólido con el que dirigir la nueva cartera. Posiblemente esta fue una de las razones que le llevaron a ocupar este puesto durante dos años.
Entre las primeras políticas que llevaría a cabo encontramos la elaboración del Boletín del Ministerio de Comercio, Instrucción y Obras Públicas, que tenía la misión, no solo de publicar las disposiciones oficiales del Departamento, sino también de ilustrar a la opinión sobre las importantes materias que este contenía. Introdujo otras reformas alrededor de los temas que trataba su ministerio, como la que realizó en las Escuelas Normales a través de un decreto en 1849, con la intención de mejorar la enseñanza de la labor de agricultor en dichos centros de educación. También intervino en la enseñanza universitaria, sin introducir grandes modificaciones, intentando lograr la eficacia y el orden de los planes ya establecidos con anterioridad. Sobre todo quiso dar mayor relevancia a las enseñanzas de Medicina, que se extendieron por todo el panorama nacional gracias al apoyo desde el ministerio.

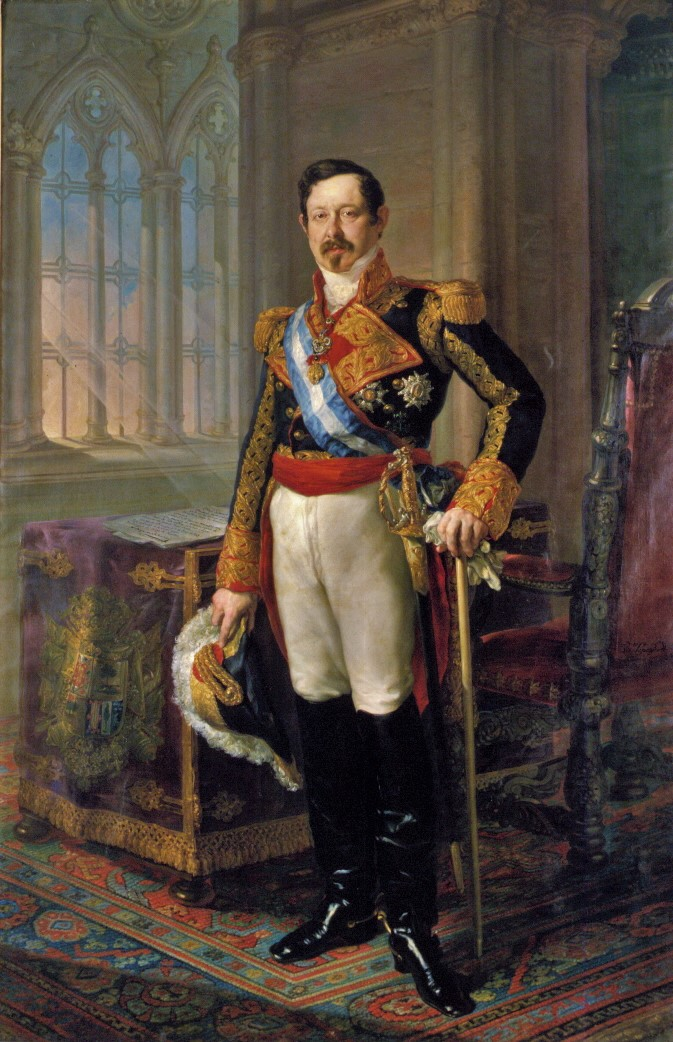
Ramón María de Narváez confiaría en Bravo Murillo para entregarle las carteras de Fomento y Hacienda. A la caída de su gobierno, sería Bravo Murillo quien lo sucedería.

Comenzó en estas fechas la regularización de las Obras Públicas. Para ello Bravo Murillo dividió el territorio nacional en seis partes desde las cuales se supervisaba el buen uso de los fondos públicos para la realización de las obras. Durante su mandato se finalizaron las obras de las carreteras de Madrid a Badajoz, de Madrid a Valencia y Vigo y la de Soria a Navarra. A la vez inició la obra de la carretera de Salamanca a Huelva, que cruzaba de norte a sur la región extremeña, desprovista hasta entonces de grandes vías de comunicación como esta. De esta forma el mapa de comunicaciones de España se completaba, gracias a la finalización de todas las carreteras radiales.
Cabe destacar el impulso que dio Bravo Murillo en referencia al ferrocarril y las sociedades por acciones, que serviría como base para la realización de las correspondientes leyes en referencia a estos temas, eso si, durante el bienio progresista. Si bien es cierto que durante el mandato de Bravo Murillo en el Consejo de Ministros se dio un fuerte impulso a las diferentes líneas ferroviarias. Bravo Murillo defendía, a su vez, que las competencias de la elaboración del ferrocarril debían pertenecer al Estado y que él mismo debía iniciar la explotación ferroviaria, como en otros países europeos.

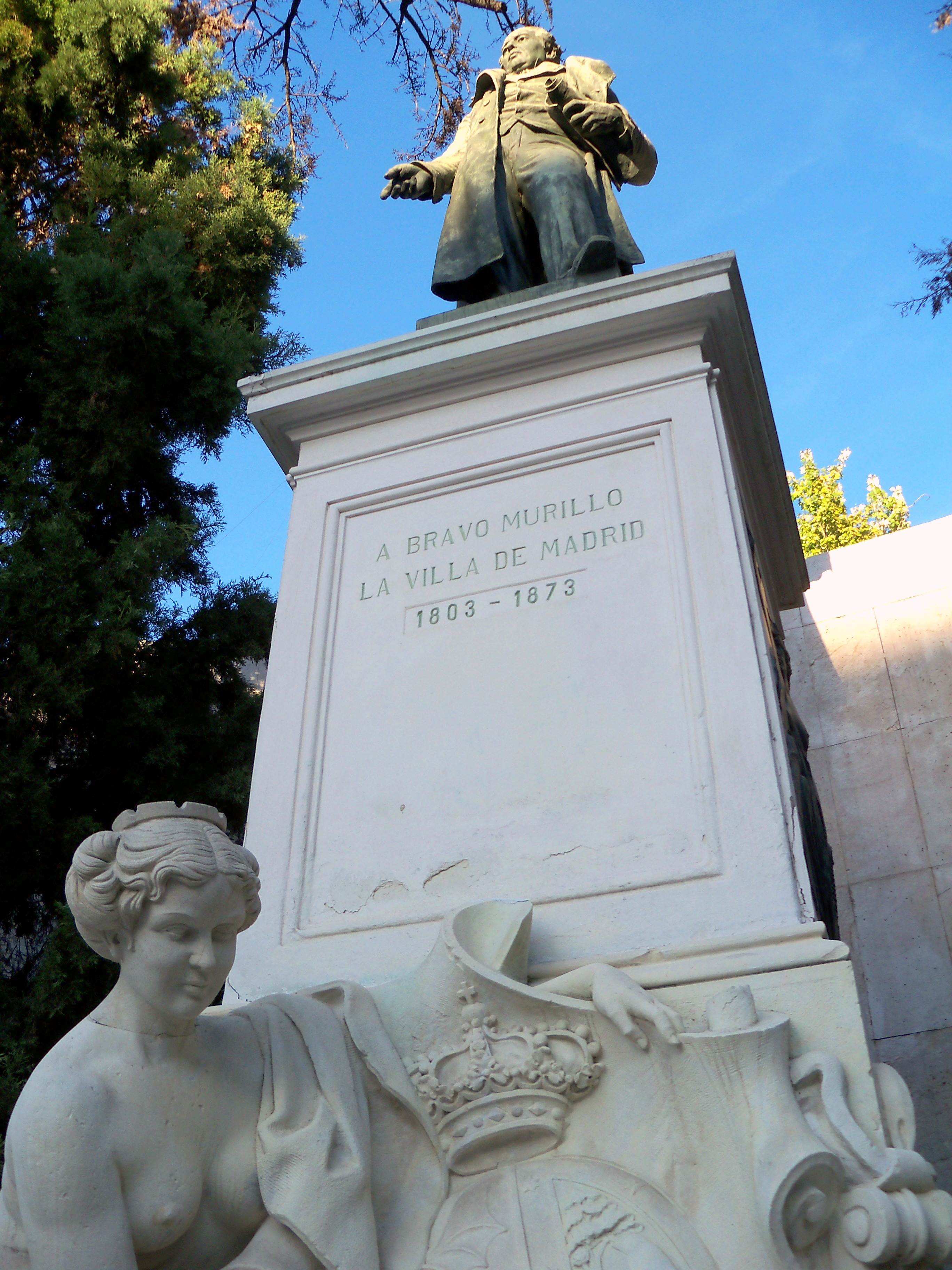
Monumento dedicado a Bravo Murillo en la calle que hoy lleva su nombre en Madrid. En él se homenajea su actuación durante los años al servicio del Estado español.

Entre las políticas llevadas a cabo por Bravo Murillo durante su mandato en Fomento sobresalió la iniciativa para la elaboración del Canal de Isabel II. La necesidad de agua en la capital del reino se palpaba en una ciudad con 250 000 habitantes donde el consumo diario de este bien tan preciado era de seis litros. A la llegada de Bravo Murillo al gobierno quedaría totalmente refrendada mediante Real Decreto esta obra el 18 de junio de 1851.
A través de la iniciativa de Bravo Murillo se implantaría en 1849 en España de manera oficial el sistema métrico decimal, que ya se había adaptado en muchos otros países y que unificaba todos los sistemas utilizados hasta la época en uno solo.

### Ministro de Hacienda (1849-1850)
Más tarde es nombrado de nuevo por Narváez ministro de Hacienda desde el 19 de agosto de 1849 al 18 de octubre de 1849. Como titular del Ministerio fue un pilar fundamental de la Administración General del Estado, siendo esta etapa una de las más importantes de su carrera política.
De hecho, bajo su ministerio se dio a la luz la Ley de Contabilidad de 1850. Consagró el término Ministerio para sustituir al clásico de Secretaría de Estado y del Despacho. Organizó el Departamento bajo un patrón moderno de corte burocrático. Se reforzó la autoridad del ministro sobre los directores generales. Con él se consagraron como órganos clásicos de la Hacienda Pública, las direcciones generales de Impuestos Directos e Indirectos, de Contabilidad, que fueron precedente de la actual Intervención General del Estado, de la Deuda y también de lo Contencioso.
Además de eso, Bravo Murillo también impulsó la creación de la Caja General de Depósitos, instrumento diseñado inicialmente para librar al Estado de la dependencia de los bancos a la hora de conseguir nuevos empréstitos. Pero al final no surtió los efectos esperados.

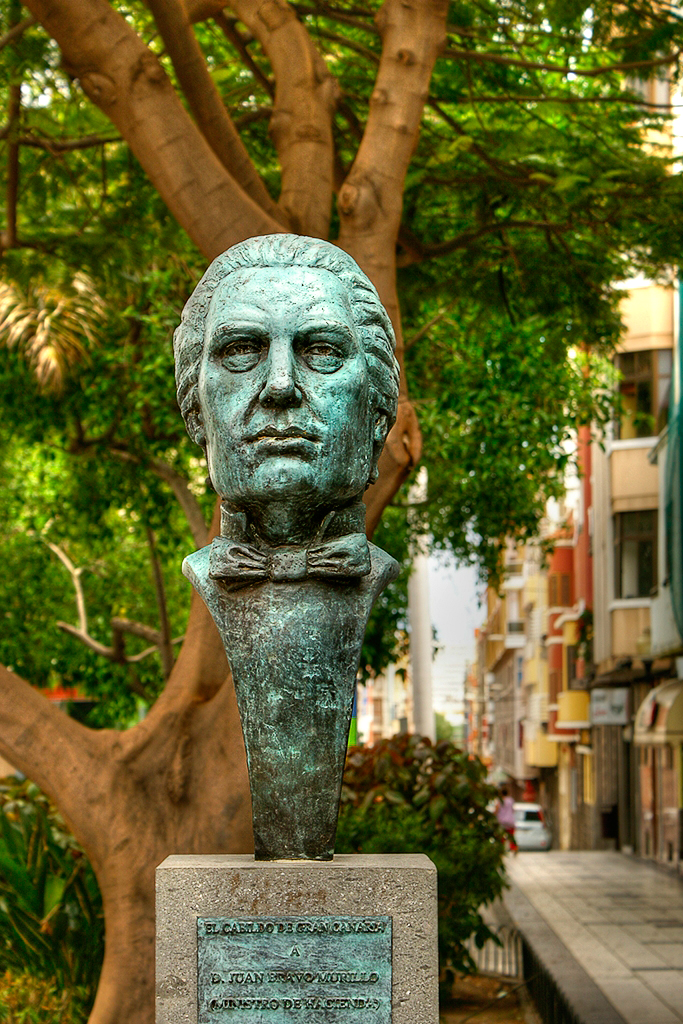
Busto de Bravo Murillo a la entrada de su calle en Las Palmas de Gran Canaria, en recuerdo de la firma de la Ley de Puertos Francos de Canarias.

Bajo su ministerio se contemplaron todos los aspectos necesarios para la correcta administración y defensa de los recursos fiscales de la nación. Las reformas orgánicas y burocráticas de Bravo Murillo perduraron prácticamente en lo que restaba del siglo XIX.
La caída del poder de Narváez supuso un impulso a la carrera como presidente del Consejo de Ministros de Juan Bravo Murillo, que en 1850, contando con el apoyo de la reina Isabel II, de la mayoría parlamentaria del Partido Moderado y de la influencia del papa Pío IX, conseguiría ser nombrado jefe del nuevo gabinete.

### Presidente del Consejo de Ministros (1850-1852)
Como colofón a toda su carrera política, en 1850 fue nombrado presidente del Consejo de Ministros de España, puesto que volvería a ocupar entre 1851 y 1852. Apoyado en la gran mayoría parlamentaria de la que disfrutaba el Partido Moderado, llegó al gobierno Juan Bravo Murillo dispuesto a imponer su ideología y su gobierno de corte tecnócrata a la totalidad de la nación.

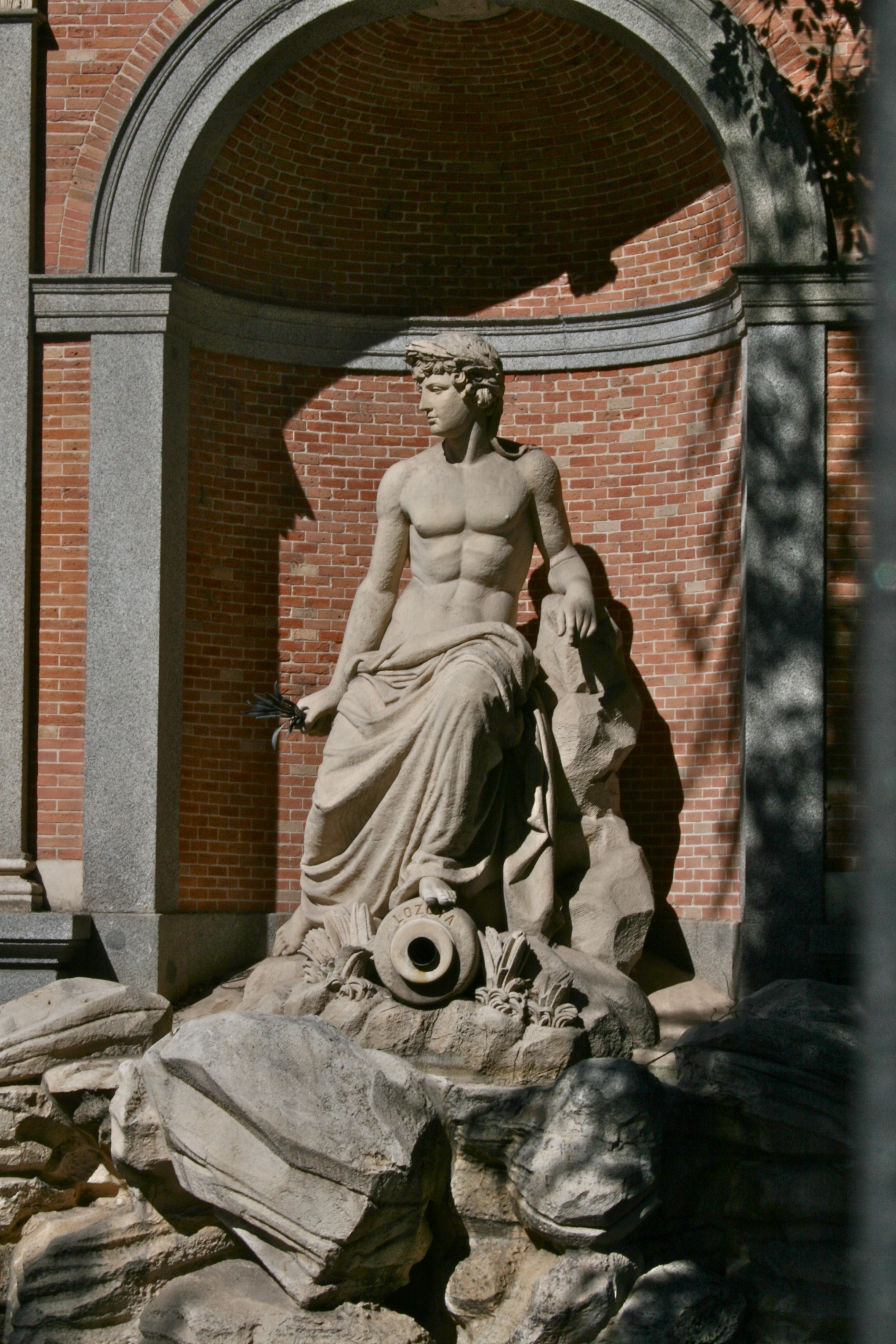
Fuente del Lozoya, primer depósito del canal de Isabel II, inaugurado el 24 de junio de 1858; situado en la actual calle de Bravo Murillo.

Una de las primeras medidas que llevó a cabo durante su gobierno fue la ratificación del Consejo de Ministros, mediante Real Decreto, del proyecto que años antes, como ministro de Fomento, había apoyado: la elaboración del canal de Isabel II. Conseguiría Bravo Murillo llevar entonces el agua del río Lozoya hasta Madrid, para que esta no tuviera que subsistir con las aguas del río Manzanares. La obra no podría haberse llevado a cabo sin el apoyo de un informe de los ingenieros Rafo y Rivera, que sostenían que con la realización del canal podrían llevarse a Madrid hasta 32 000 metros cúbicos de agua diarios. Los costes se elevarían hasta los ochenta millones de reales, una cantidad muy crecida para la época, pero necesaria para la vida diaria de la capital. La inauguración oficial se realizó el 24 de junio de 1858 cuando en la calle Ancha de San Bernardo salió por primera ver agua de una de las nuevas fuentes realizadas para hacer cabida al agua del Lozoya. No todos los méritos quedaron entonces para el verdadero precursor del proyecto, que hubo de resignarse a ver la inauguración desde el público. A día de hoy el canal de Isabel II sigue proporcionando agua a los madrileños.
Pero sin duda, una de los más importantes procesos realizados por el gobierno de Bravo Murillo fue la firma del Concordato de 1851 con la Santa Sede. A lo largo del siglo XIX, desde las Cortes de Cádiz hasta Mendizábal se había sucedido un proceso acelerado de desamortización de los bienes eclesiásticos. Aprovechando el momento propicio de la Década Moderada que en 1845 ya había aprobado la Ley de Donación de Culto y Clero que restituía a la Iglesia católica en los bienes desamortizados y no vendidos, aprobó y firmó con el papa Pío IX un concordato por el que el Estado español reconocía a la Iglesia católica como la única de la "nación española" así como sus derechos a poseer bienes. Se trataba este de uno de los objetivos que perseguía el Partido Moderado desde su regreso al poder: el restablecimiento de las relaciones Iglesia-Estado a través de la firma de un concordato. Con la firma del Concordato de 1851 la Iglesia católica recuperó gran parte del poder social e ideológico perdido con la Revolución Liberal. Ocho años después de su firma había en España 41 conventos de religiosos (con 719 frailes profesos) y 866 conventos de religiosas (con 12 990 monjas profesas).

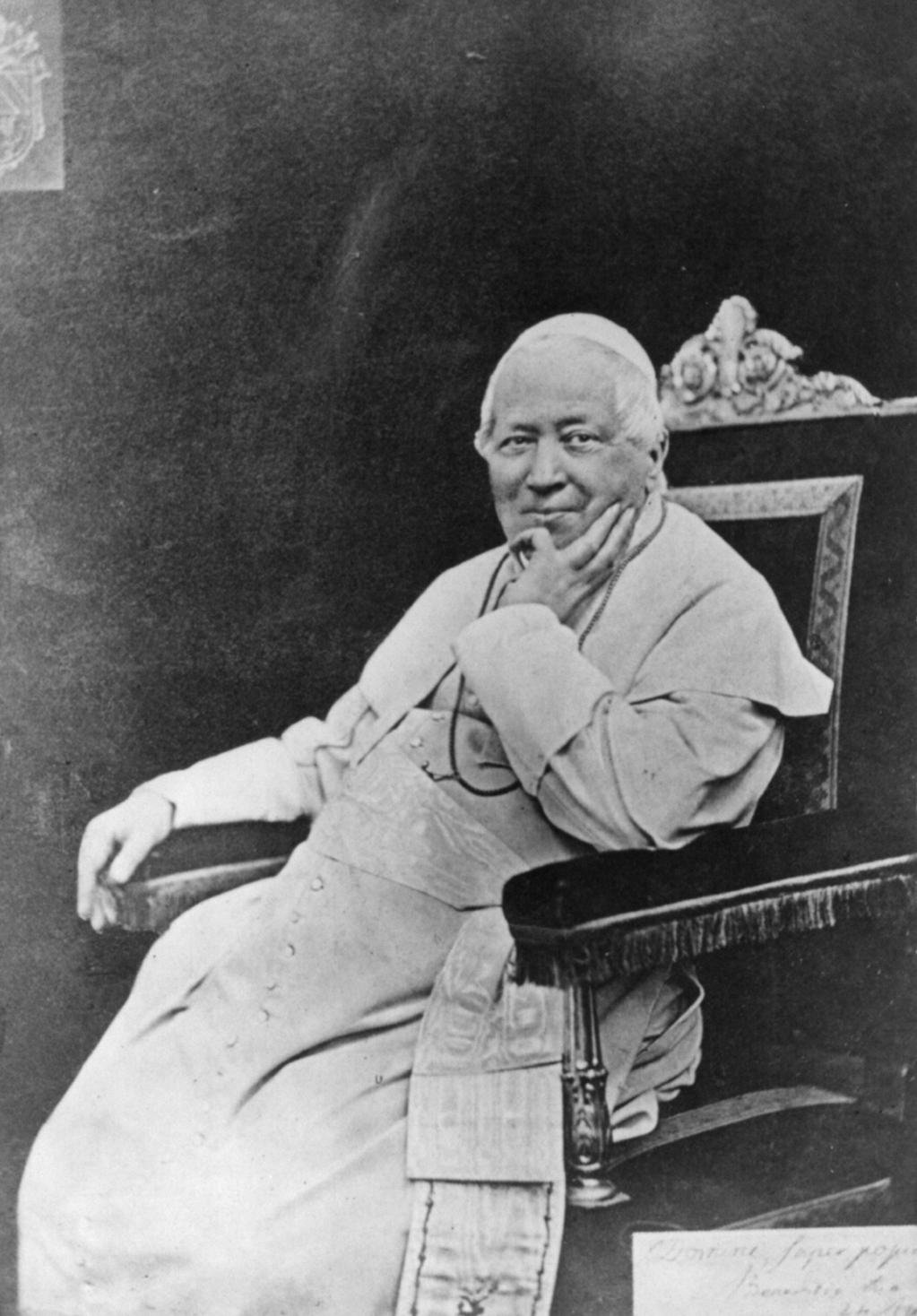
Pío IX, papa que firmó el Concordato de 1851 con Bravo Murillo.

Este mismo año comenzaría Bravo Murillo a implantar sus medidas con la intención de realizar el arreglo de la deuda pública, así como todo tipo de políticas orientadas a la reorganización los servicios centrales y periféricos del Estado. También implantó la Dirección General de lo Contencioso del Estado y promovió la fundación del Boletín Oficial del Estado. Ya en 1852 realizó una profunda remodelación de los esquemas de funcionamiento de la Administración pública, promulgando la nueva Ley de Funcionarios. También ese mismo año promulgaría la nueva Ley de Puertos Francos de Canarias, que le dotarían de mucha fama y cariño por parte de los habitantes de las islas, contando aun hoy día con monumentos, todo tipo de condecoraciones y calles dedicadas a su memoria.
Los sucesos de la revolución de 1848, aunque de poco calado a nivel español, sembraron el espíritu de lucha y de sublevación en las clases urbanas, que se veían inspirados por los revolucionarios franceses, que al fin habían llegado a su cometido final, el sufragio universal masculino. Todo ello llevó a Juan Bravo Murillo a redactar un Proyecto constitucional en 1852 con el que pretendía acabar de raíz con todos los problemas que se planteaban en el gobierno, ya que un jefe de gabinete impopular podía no ser apoyado por las Cortes y, de esta manera, dificultarle la labor de gobierno. Ello le llevó a disolver las Cortes en más de una ocasión con la intención de hacer y deshacer a su antojo, y poder gobernar de acuerdo a su ideología, que cada día se iba volviendo más autoritaria. El proyecto constitucional fue muy impopular, ya que era tachada como una Constitución de corte absolutista, que tenía la intención de eliminar el carácter liberal que tenía la Constitución de 1845.
La impopularidad del presidente del Consejo de Ministros desembocó en el final de su mandato como tal, ya que se le involucraba también a él en los sucesos de corrupción alrededor de la corte de Isabel II. Se trasladaría entonces a París, ya que tras dos años fuera del gobierno se produciría una Revolución liderada por el general O'Donnell que devolvería al poder a Espartero, dando inicio al Bienio Progresista.

## Últimos años en política (1857-1858)

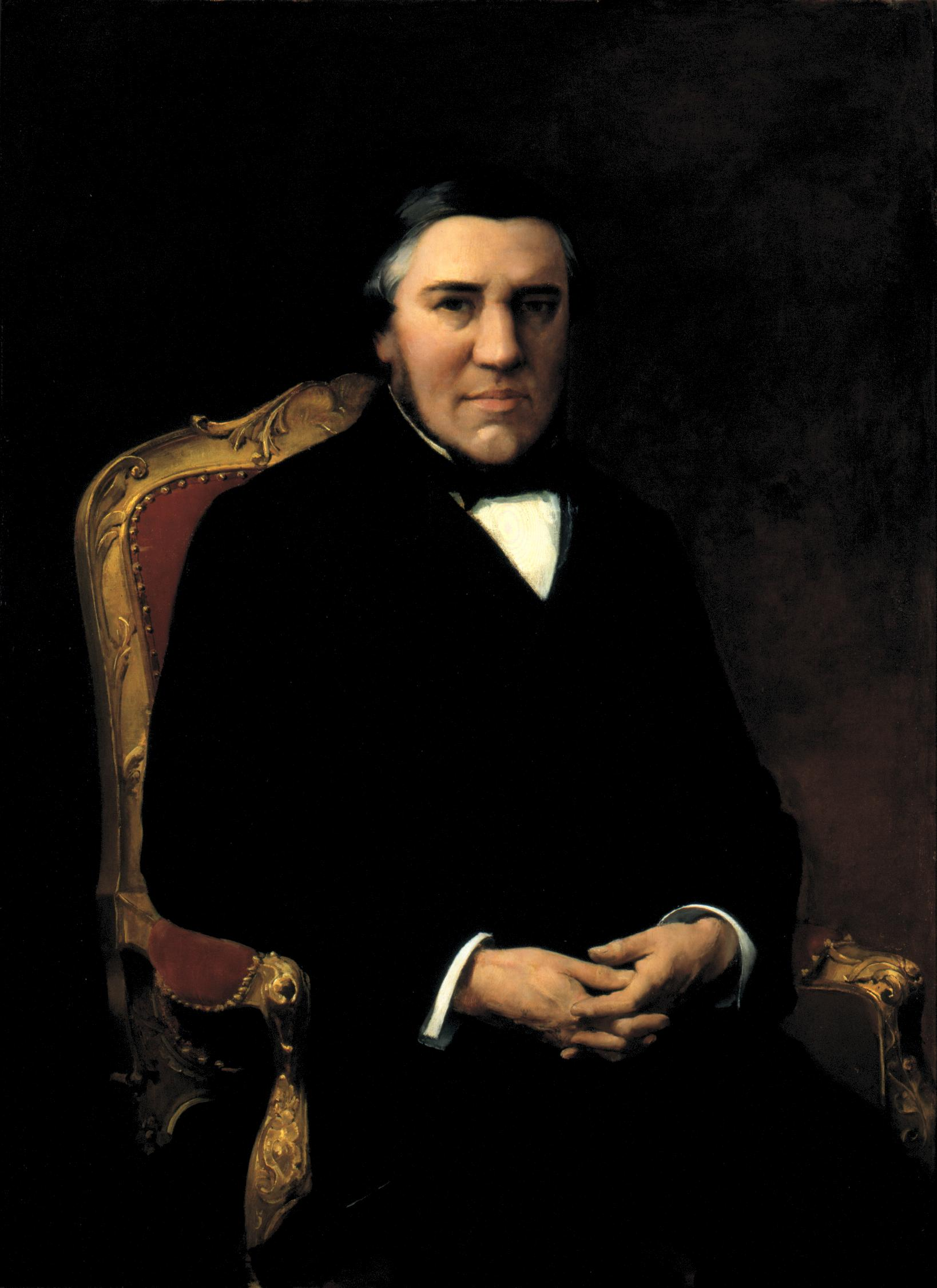
Bravo Murillo retratado por Casto Plasencia en 1879 como presidente del Congreso de los Diputados.

Era el año 1857, y Bravo Murillo ya había pasado cinco años habitando París tras la caída de su gobierno, cuando la propia reina Isabel decidió llamarle a la corte real para una consulta. Los tres hombres fuertes del siglo XIX, Baldomero Espartero, de ideología progresista, Leopoldo O'Donnell, fundador de Unión Liberal y Ramón María Narváez, de ideología moderada; habían formado gobiernos que se agotaron con el tiempo. Por lo que la reina se situaba en la tesitura de quién debería ser el próximo presidente del Consejo de Ministros. Este hecho queda recogido en los Opúsculos, redactados por el propio Bravo Murillo, que pasamos a transcribir a continuación:

Hallándome en París a principios de octubre de 1857, recibí un despacho telegráfico particular, anunciándome que el Ministerio del Duque de Valencia había presentado su dimisión y que S.M. la Reina deseaba hablarme. No se me decía el motivo de la dimisión, ni he sabido después cuál fuese el verdadero. Constituido brevemente en Madrid y a la presencia de la Reina, Su Majestad tuvo a bien preguntarme si consideraba útil y provechoso un Ministerio que no tuviera más presidente que la Reina misma, lo cual creía Su Majestad que reportaría grande ventaja, por cuanto es menos difícil encontrar personas suficientemente aptas para ponerse al frente de los respectivos Departamentos, que una que dirija la política general y con la cual se identifiquen todos y cada uno de los ministros. Si siempre y respecto de todos considero un deber hablar con verdad y con franqueza, creo que lo es muy especialmente hacerlo así cuando se habla con los Reyes. Contesté a Su Majestad, como lo sentía, que no consideraba conveniente el pensamiento; que hasta en tiempo del absolutismo, su difunto padre el Rey Fernando había tenido Consejo de Ministros, presidiéndolo uno de éstos; que en el sistema vigente era esencial la existencia de aquel Consejo; que habiéndolo, es decir, una reunión, una corporación, era indispensable que ésta tuviera una persona que dirigiese las sesiones y discusiones; que el presidente debía ser indispensable un súbdito responsable, con todos, de sus actos; que el Monarca, que es mucho más, que es irresponsable y está sobre todos, se halla por lo mismo imposibilitado de serlo, a la manera que lo esta de ser gobernador de una provincia o corregidor o alcalde de un pueblo.

Demuestra este testimonio la difícil situación a la que se enfrentaba la reina, en unas Cortes de mayoría moderada. De esta forma decidió nombrar como presidente del nuevo gabinete al general Armero, que no contaba con la mayoría de los apoyos necesarios para realizar un gobierno con total estabilidad. Con todo ello en la sesión parlamentaria había que elegir a un nuevo presidente para el Congreso de los Diputados. Una sesión donde Bravo Murillo venía a representar el núcleo más duro de los moderados. De esta forma se presentó por parte del gobierno como candidato a Luis Mayáns. Y frente a él se situó a Bravo Murillo, sin ningún tipo de intervención del mismo, como candidato contra el poder del gobierno. Sería entonces elegido como presidente del Congreso de los Diputados el que ya había sido jefe del gobierno, como una muestra de apoyo por parte de la bancada moderada y de firme alusión a la Reina, para que esta lo designase de nuevo como presidente del Consejo. Finalmente decidiría la reina otorgar el gobierno a Istúriz.
Definitivamente Bravo Murillo abandonó su carrera política en 1858, tras veintidós años de servicio a la Nación española, desde sus inicios como diputado, pasando a ser ministro de Justicia, posteriormente Fomento y Hacienda y presidente del Consejo de Ministros, para acabar su carrera como presidente del Congreso de los Diputados.

## Opúsculosy homenajes póstumos (1858-1873)

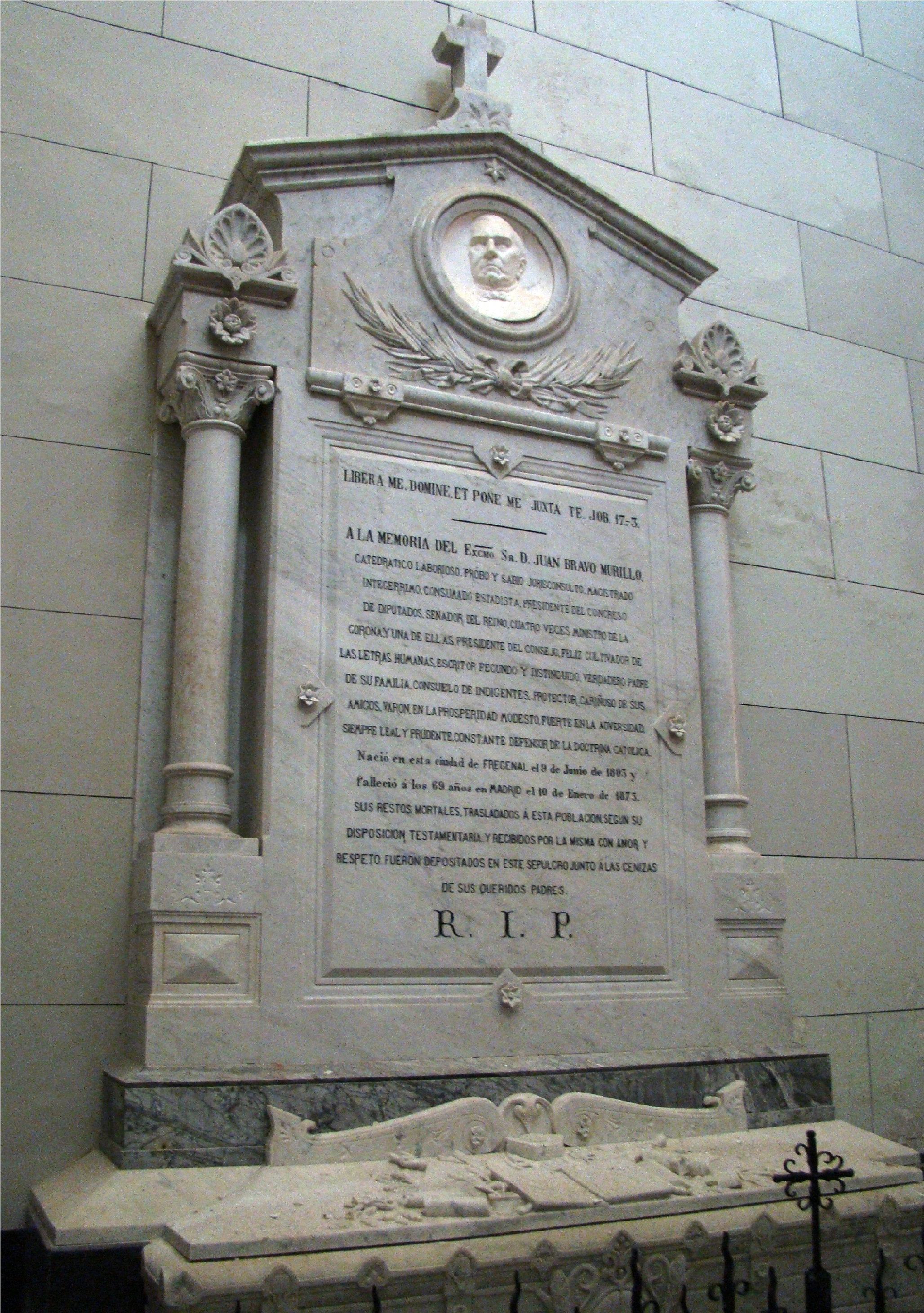
Mausoleo de Bravo Murillo en la iglesia parroquial de Santa Ana de Fregenal de la Sierra.

Ya terminada su carrera política en 1858, se concentró en sí mismo, y puso orden a sus notas y recuerdos de su fructífera vida, entregándose por completo a la redacción de sus memorias, aunque el les dio el nombre más modesto de Opúsculos (Madrid, librería de San Martin, 1863-1865, 5 vols.) El primer tomo apareció en 1863 y causó gran sensación en el mundo político, ya que su figura era fielmente seguida por muchos políticos de ideología moderada. Son, en efecto, los trabajos contenidos en los seis volúmenes de Opúsculos, de Bravo Murillo, estudios sueltos, pero enlazados en definitiva por el intento apologético de explicar y defender ante la posteridad su actuación como hombre de Estado. Algunos de los importantes temas tratados en los seis tomos se titulan: Atentado contra la vida de la Reina; La Desamortización; De los impuestos en su relación con la riqueza pública; El No de Negrete; Apuntes para la historia de la Unión Liberal; El pasado, el presente y el porvenir de la Hacienda Española; El proyecto de reforma de 1852 y El arreglo de la Deuda. El último de sus Opúsculos, el sexto tomo, nos llegó de forma póstuma, ya que Bravo Murillo siguió escribiendo incansablemente hasta el final de sus días.
En 1851, fue elegido académico de la Real Academia de la Historia, otorgándole la medalla número 36, pero su modestia le llevó a no considerarse digno de tal puesto y renunció sin tomar posesión, dejando su posición vacante el 30 de noviembre en 1855. Al fundarse la Academia de Ciencias Morales y Políticas, fue Bravo Murillo designado como uno de los miembros de la misma con fecha 30 de septiembre de 1857, concediéndose la medalla número 28. Tampoco tomó posesión de su plaza, y presentó reiteradamente su renuncia hasta que le fue admitida, con fecha de 4 de marzo de 1862.
Muchas fueron las invitaciones a Bravo Murillo a volver a la política, que se negaba reiteradamente. Así se explica que sin gestión alguna por su parte fuera nombrado, por Real Decreto de 8 de noviembre de 1863, senador del Reino. Él lo aceptó, pero no se dio prisa en tomar posesión en la Cámara Alta, que pospuso hasta el 22 de mayo del año siguiente, y aunque alguna vez acudió a las sesiones y se vio obligado a hacer uso de la palabra ante reiteradas alusiones, lo hizo sin ninguna ambición política y en tono pesimista, ante su descontento por los asuntos de estados de la época. No tomó parte por ninguno de los gobiernos moderados de la época.
La pérdida de poder de la reina y los escándalos de corrupción que salpicaron a la corte real y a la propia familia real supusieron el final del reinado de Isabel II, en 1868. Fue entonces cuando muchos políticos isabelinos fueron en busca de Bravo Murillo con la intención de que este utilizara su poder para que volviese la reina. Se encargaría entonces de defender la postura política católica y monárquica, llegando incluso a fundar la revista La Defensa de la Sociedad. Sin embargo un cansado Bravo Murillo poco podía hacer para cambiar la situación en la que se encontraba la reina Isabel, que se había exiliado en París.
Eran las once y media de la mañana del día 10 de enero de 1873, cuando en Madrid moría el tan ilustre político. Juan Bravo Murillo dispuso que fuera trasladado a Fregenal para ser enterrado junto a sus padres. Hombre austero, no quiso que el sepelio fuera ostentoso. Ya en otras ocasiones había rehusado algunas condecoraciones, como la del nombramiento de caballero de la Orden del Toisón de Oro que quiso imponerle la reina Isabel, ya que su etapa de gobierno coincidió con el nacimiento de la Infanta Isabel. Solo aceptó la gran cruz de la Orden de Carlos III y la de la Orden de Pío IX, tras la firma del Concordato de 1851.
Actualmente sus restos descansan en la iglesia parroquial de Santa Ana de Fregenal de la Sierra, donde un día fuera bautizado.
| Predecesor: Ramón María Narváez                                          | Presidente del Consejo de Ministros de España 1851-1852            | Sucesor: Federico Roncali                                                         |
| Predecesor: Francisco Martínez de la Rosa                                | Presidente del Congreso de los Diputados 1858                      | Sucesor: Francisco Martínez de la Rosa                                            |
| Predecesor: Joaquín Díaz Caneja                                          | Ministro de Gracia y Justicia 1847                                 | Sucesor: Antonio Benavides Fernández                                              |
| Predecesor: Alejandro Mon Vicente Armesto Hernández Manuel Seijas Lozano | Ministro de Hacienda 1849 1849-1851 1851-1852                      | Sucesor: Vicente Armesto Hernández Manuel Seijas Lozano Gabriel Aristizábal Reutt |
| Predecesor: Joaquín Díaz Caneja                                          | Ministro de Comercio, Instrucción y Obras Públicas 1847-1848       | Sucesor: Manuel Seijas Lozano                                                     |
| Predecesor: Juan Bautista Barthe                                         | Real Academia de la Historia Medalla 36 1851-1855                  | Sucesor: Juan de Cueto y Herrera                                                  |
| Predecesor: Luis María Pastor Copo                                       | Real Academia de Ciencias Morales y Políticas Medalla 28 1857-1862 | Sucesor: José García Barzanallana                                                 |